# Алмейда, Эужениу Монтейру де
Эужениу Рикарду Монтейру де Алмейда (порт. Eugénio Ricardo Monteiro de Almeida; 1826 — 1898) — португальский композитор, дирижёр и музыкальный педагог.
Многолетний профессор гармонии в Лиссабонской консерватории, среди его учеников, в частности, Инасио Порто-Алегре. Написал учебник по элементарной теории музыки (порт. Compêndio Elementar de Música). Перевёл на португальский язык учебник гармонии Антонина Рейхи. Публиковался в журнале Arte musical (1873—1875) — первом португальском специализированном музыкальном периодическом издании.
Дирижировал оркестром лиссабонского Театра на улице Двух графов, для которого написал ряд комических опер, среди них особенно показательна пародийная опера «Соседские интриги» (порт. Intrigas no bairro; 1864) на текст Луиша ди Араужу (1833—1908).